# 4793 Slessor
4793 Slessor este un asteroid din centura principală de asteroizi.

## Descriere
4793 Slessor este un asteroid din centura principală de asteroizi. A fost descoperit pe 1 septembrie 1988 la Observatorul La Silla de Henri Debehogne. Asteroidul prezintă o orbită caracterizată de o semiaxă mare de 2,67 ua, o excentricitate de 0,16 și o înclinație de 4,4° în raport cu ecliptica.